# Sabia erratica
Sabia erratica är en tvåhjärtbladig växtart som beskrevs av T.P.M. van de Water. Sabia erratica ingår i släktet Sabia och familjen Sabiaceae. Inga underarter finns listade.